# Jordan Ferri
Jordan Ferri (12 de marzo de 1992) es un futbolista francés que juega como centrocampista en la U. C. Sampdoria de la Serie B de Italia.

## Clubes
| Club                     | País    | Año       |
| ------------------------ | ------- | --------- |
| Olympique de Lyon II     | Francia | 2010-2012 |
| Olympique de Lyon        | Francia | 2012-2019 |
| Nîmes Olympique (cedido) | Francia | 2018-2019 |
| Montpellier H. S. C.     | Francia | 2019-2025 |
| U. C. Sampdoria          | Italia  | 2025-     |

## Estadísticas de club
| Club | Estación | Liga         | Liga      | Taza1        | Taza1     | Taza de liga | Taza de liga | Europa2      | Europa2   | Total        | Total     |
| Club | Estación | Aplicaciones | Objetivos | Aplicaciones | Objetivos | Aplicaciones | Objetivos    | Aplicaciones | Objetivos | Aplicaciones | Objetivos |
| ---- | -------- | ------------ | --------- | ------------ | --------- | ------------ | ------------ | ------------ | --------- | ------------ | --------- |
| Lyon | 2013@–14 | 11           | 1         | 0            | 0         | 2            | 0            | 4            | 0         | 17           | 1         |
| Lyon | 2014@–15 | 34           | 13        | 2            | 2         | 1            | 0            | 2            | 0         | 40           | 15        |
| Lyon | Total    | 45           | 14        | 2            | 2         | 3            | 0            | 6            | 0         | 57           | 16        |

1Coupe de aspectos de Francia.
2Incluye UEFA Europa Liga y campeones de UEFA aspectos de Liga.